# Stuck on Repeat
"Stuck on Repeat" é uma canção composta por Johnny Pedersen e Michael Jay, originalmente gravada pela cantora estadunidense Elle Vee, conhecida pelo single Starting Over". A demo da canção foi oferecida para Britney Spears, porém com sua recusa, Elle lançou-a como single promocional em 24 de setembro de 2008. A canção foi produzida pelos DJs do Top Notch.

## Composição e desenvolvimento
A canção foi composta pelo norte-americano Johnny Pedersen, conhecido pelos trabalhos nas faixas "Lovin' You" da cantora norte-americano Kristine W, "I Need A Hero" da também atriz Sara Paxton e "Beautiful Encounter (Yan Yu)" da cantora taiwanesa Elva Hsiao, regravada posteriormente por Wanessa, em parceria com o produtor e compositor Michael Jay, conhecido pelo trabalho em "The World Still Turns" da cantora australiana Kylie Minogue, "Bridge of Hope" de Lara Fabian, "My Best Friend" do grupo pop coreano Girls' Generation e "Everything My Heart Desires" para a britânica Mandy Moore. Foi produzida pela equipe de DJs e produtores Top Notch, que já haviam trabalhado anteriormente com Lindsay na faixa "Not a Warrior", e donos da gravadora em que a cantora era contratada, a Top Notch Inc..

## Histórico de lançamento
| País           | Data                   | Formato(s)       | Gravadora |
| -------------- | ---------------------- | ---------------- | --------- |
| Estados Unidos | 24 de setembro de 2008 | Download digital | Top Notch |

## Outras versões
Em 2008 a canção foi enviada para Larry Rydolph, empresário da cantora Britney Spears, para que ele incluísse-a durante o processo seletivo de canções para o álbum Circus. A canção foi gravada como demo na voz de Britney, porém acabou não sendo utilizada e então descartada. A versão vazou na internet em 2012. Com a recusa, Elle decidiu lança-la em sua própria voz como single promocional no final do mesmo ano.

## Versão de Wanessa Camargo
"Stuck on Repeat" é uma canção da cantora brasileira Wanessa Camargo, lançada como segundo single do EP Você não Perde por Esperar. A canção foi liberada como single promocional em 9 de setembro de 2010 e oficialmente lançada em 31 de março de 2011.

### Lançamento
Em 9 de setembro de 2010 a canção foi lançada como um single promocional exclusivamente no site da Rádio Uol para download digital, mesma data em que foi lançado o primeiro single oficial do EP, "Worth It". Somente em 31 de março de 2011 a canção foi lançada oficialmente como o terceiro single do trabalho de Wanessa, trazendo duas versões remixadas pelos DJs Mister Jam e Dave Audé.

### Recepção da critica
A canção teve boa recepção da critica. O jornalista Jarett Wieselman do jornal New York Post disse que "É, de longe, a faixa dance mais épica que eu já ouvi em tempos".

### Faixas
Download digital
1. Stuck On Repeat - 3:10
2. Stuck On Repeat (Dave Audé Club Remix) [Ao Vivo] - 5:27
3. Stuck On Repeat (Dave Audé Club Remix) - 7:38
4. Stuck On Repeat (Mister Jam Remix)- 3:38